# Nāḩiyat Markaz Maşyāf
Nāḩiyat Markaz Maşyāf (arabiska: ناحية مركز مصياف) är ett subdistrikt i Syrien.   Det ligger i provinsen Hamah, i den västra delen av landet, 170 km norr om huvudstaden Damaskus.
Trakten runt Nāḩiyat Markaz Maşyāf består till största delen av jordbruksmark. Runt Nāḩiyat Markaz Maşyāf är det tätbefolkat, med 383 invånare per kvadratkilometer.